# جيل بوغز
جيل بوغز (بالإنجليزية: Gil Boggs)‏ هو راقص أمريكي، ولد في 1960 في أتلانتا في الولايات المتحدة.